# Fischerhude
Fischerhude – miejscowość w gminie Ottersberg, w powiecie Verden w Dolnej Saksonii.